# A Arte da Pintura
"Arte da Pintura" ou "A Alegoria da Pintura" ou "O Pintor no seu Estúdio" é uma famosa pintura a óleo sobre tela, do século XVII do pintor holandês Johannes Vermeer. Muitos historiadores da arte acreditam que a pintura é uma alegoria, daí o título alternativo. É a maior e a mais complexa de todas as obras de Vermeer. A pintura é famosa por ser uma das favoritas de Vermeer, e também é um belo exemplo do estilo de pintura óptica, oferecendo uma representação visual realista da cena e, especialmente, os efeitos de luz que flui através das janelas de nos vários elementos da pintura.
A pintura está em exposição no Museu de História da Arte em Viena, Áustria, desde que foi adquirida pelo governo austríaco em 1946.

## Descrição
A pintura retrata um pintor pintando uma mulher no seu estúdio, junto a uma janela, com um grande mapa da Holanda na parede atrás.

### Elementos
A pintura tem apenas duas figuras, o pintor e o seu modelo. O pintor foi pensado para ser um auto-retrato do artista, embora o rosto não seja visível.
Um certo número de itens mostrados no estúdio do artista foram pensados para estarem um pouco fora do lugar. O piso em mármore e lustres de ouro são dois exemplos de itens que, normalmente, são reservados para as casas de bem-fazer.
O mapa ao fundo é das "Dezessete Províncias Unidas dos Países Baixos", ladeado por pontos de vista dos principais centros de poder. Foi publicado pela Claes Jansz Visscher em 1636.

### Alegorias e Simbolismos
Os especialistas atribuem vários simbolismos à pintura.
A figura feminina é a musa da História, Clio, por esta estar vestindo uma coroa de louros, segurando um trompete, possivelmente carregando um livro de Tucídides, que corresponde à descrição no livro de Cesare Ripa, do século XVI, sobre emblemas e personificações intitulado "Iconologia".
A águia de duas cabeças, símbolo da dinastia dos Habsburgos austríacos, antigos dirigentes da Holanda, que adorna o lustre central dourado, pode representar a fé católica. Vermeer foi um incomum católico numa Holanda predominantemente Protestante. A ausência de velas no candelabro pode representar a supressão da fé católica.
O mapa na parede traseira tem um rasgo que divide o país entre o norte e o sul. (Oeste está no topo do mapa, como era o costume). O rasgão simboliza a divisão entre a República Holandesa para o norte e os Habsburgo das províncias controladas pelo Flamengo para o sul. O mapa de Claes Jansz Visscher (Nicolaum Piscatorem) mostra a divisão política anterior entre a União de Utrecht, ao norte, e as colónias do sul.
Salvador Dalí se refere a "A Arte da Pintura", na sua própria pintura surrealista "O Fantasma de Vermeer de Delft que Pode Ser Usado Como uma Mesa", (1934) link. Na pintura de Dali, podemos ver a imagem de Vermeer vista de trás fazendo uma estranha espécie de mesa.

## História
A pintura é considerada uma obra de importância para o artista, porque o pintor nunca a quis vender, mesmo quando estava em dívida. Em 1676, sua viúva, Catarina deixou de herança para sua mãe, Maria Thins, numa tentativa de evitar a venda da pintura a satisfazer os credores. O contabilista dos bens de Vermeer, o famoso fabricante de microscópios de Delft Anton van Leeuwenhoek, determinou que a transferência da obra do pintor para a sua cunhada era ilegal.
Não se sabe a quem pertenceu a pintura no século XVIII. Finalmente foi adquirido pelo médico holandês Gerard van Swieten. A pintura foi então herdado pelo também famoso Gottfried, filho de Gerard van Swieten, e mais tarde passou para as mãos dos herdeiros de Gottfried. Em 1813, foi comprado por 50 florins pelo conde Czernin. Vermeer era pouco conhecido até o final do século XIX. Foi a intervenção de um estudioso de Vermeer, o francês Thoré Bürger e o historiador de arte alemão Gustav Friedrich Waagen que foi finalmente reconhecido como um original de Vermeer.  Foi colocado em exposição pública no Museu Czernin, em Viena.

### Interesse Nazi
Após a invasão nazi da Áustria, altos oficiais nazis, incluindo Reichsmarschall Hermann Göring tentaram adquirir a pintura. Finalmente, foi adquirida ao então proprietário, o Conde Jaromir Czernin por Adolf Hitler para a sua colecção pessoal, pelo preço de 1.650 mil Reichsmark através de seu agente, Hans Posse, em 20 de Novembro de 1940. A pintura foi resgatada de uma mina de sal no fim da Segunda Guerra Mundial em 1945, onde foi preservada dos bombardeiros dos Aliados, com outras obras de arte.
Os americanos apresentaram a pintura ao governo austríaco em 1946, desde que a família Czernin foi acusada de ter vendido a pintura de forma voluntária, sem a força excessiva de Hitler. É agora propriedade do Estado da Áustria.